# Fénixův řád
Fénixův řád je v sérii knih o Harrym Potterovi spolek založený Albusem Brumbálem na obranu kouzelnického světa proti Smrtijedům, sdruženým okolo Lorda Voldemorta. Organizace byla poprvé představena v knize Harry Potter a Ohnivý pohár a Harry Potter a Fénixův řád.
Pojmenování spolku není v knihách explicitně vysvětleno, ale je možné, že má vztah k Fawkesovi, což je Brumbálův fénix. Fénixův řád byl poprvé ustaven v první válce se Smrtijedy (která předchází knižní sérii), a byl obnoven po Voldemortově návratu v knize Harry Potter a Ohnivý pohár.
Pracuje nezávisle na ministerstvu, v páté knize dokonce Kingsley Pastorek – jeden ze členů – podsouval ministerstvu špatné informace o Siriusi Blackovi. Někteří členové shánějí nové kouzelníky, kteří by projevili zájem přidat se, jiní se snaží odhalit Voldemortovy plány, pátrají po Smrtijedech. Hlavní štáb je zřízen v domě Blacků, jehož vlastníkem je od šesté knihy Harry Potter.

## Členové

### Arabella Figgová
Arabella Doreen Figgová, lépé známá jen jako paní Figgová, tajně dohlíží na Harryho Pottera, zatímco bydlí u Dursleyových. Poprvé byla zmíněna už v prvním díle, jako žena, ke které Dursleyovi Harryho často posílali, aby ho hlídala, když jeli někam jinam. Ta Harryho nudila tím, že se musel neustále dívat na fotky jejích koček. Nesměla prozradit svoji pravou identitu, protože by ho k ní už Dursleyovi neposílali, kdyby přišli na to, že je tam rád.
Její pravá identita je napovězena na konci čtvrtého dílu, kdy Brumbál jmenuje Figgovou v rámci „staré gardy“ Fénixova řádu. Definitivně je její identita ale prozrazena až v pátém díle, když Harryho a Dudleyho napadnou mozkomorové. To se dozvíme, že je paní Figgová ve skutečnosti moták. Později vypovídá ve prospěch Harryho na jeho disciplinárním řízení na ministerstvu kouzel. Její svědectví je hlavním důkazem pro to, aby mohl Harry zůstat v Bradavicích. V šestém díle byla na Brumbálově pohřbu.

### Mundungus Fletcher
Mundungus Fletcher, přezdíván jako „Dung“ (anglicky „hnůj“, „chlévská mrva“), je podsaditý, často neoholený muž v roztřepaném plášti. Má krátké křivé nohy a dlouhé rozcuchané zrzavé vlasy. Často působí špinavým dojmem. Harry si ho jednou spletl s hromadou hadrů.
Působí velmi nespolehlivě. Na začátku pátého dílu dal přednost nepovolenému obchodu s kradenými kotlíky před hlídáním Harryho Pottera, který byl v té době spolu se svým bratrancem Dudleyem Dursleyem napaden mozkomory. Je také známý překupnictvím kradených věcí a dalšími záležitostmi podobného typu. Molly Weasleyová ho nemá ráda, podobně jako mnoho dalších členů Fénixova Řádu. Členové Řádu však tvrdí, že je jim přes ty své špatnosti užitečný, neboť má kontakty s mnoha podivnými osobami.
V šestém díle se pokouší prodat Aberforthovi nějaké věci, které nakradl v Siriusově domě, jenž teď patří Harrymu. Harry ho s nimi vidí a napadne ho, Fletcher před ním uteče. Aberforth od něj koupil obousměrné zrcátko, pomocí kterého pak Harrymu, Ronovi a Hermioně několikrát zachránil život..
V sedmém díle je díky jeho zbabělosti zabit Alastor Moody. Při transportu Harryho od Dursleyových je jedním z těch, kteří se pomocí mnoholičného lektvaru přestrojí za Harryho a Fletcher letí právě s Moodym. Když je napadne Voldemort, Fletcher uprchne a nechá Moodyho o samotě. Později dá Dolores Umbridgeové jako úplatek medailonek Salazara Zmijozela alias Voldemortův viteál. Ta ho použije jako důkaz svého kouzelnického původu.

### Remus Lupin
Remus Lupin /Náměsíčník/ se poprvé objevuje ve třetím díle, kde se stává profesorem Obrany proti černé magii na Bradavické škole čar a kouzel, tu v mládí navštěvoval společně s matkou a otcem Harryho. Byl studentem nebelvírské koleje a jedním ze skupiny přátel přezdívajících si Pobertové, což byli tvůrci Pobertova plánku. Je vlkodlak, kteroužto vlastnost se snaží všemožně potlačovat.
Úplně poprvé se v knize objeví ve Spěšném vlaku do Bradavic, kde je ve stejném kupé jako hlavní hrdinové. Při prohlídce vlaku mozkomory proti nim úspěšně použije Patronovo zaklínadlo. Během roku se stane Harryho nejoblíbenějším učitelem obrany proti černé magii a je oblíbený i mezi dalšími studenty, vyjma těch ze Zmijozelu. Nejdříve věřil ve vinu Siriuse Blacka, ale při pozorování Pobertova plánku mu došla pravda. Pomohl v Chroptící chýši tedy Siriusovi s vysvětlením skutečnosti Harrymu, Ronovi a Hermioně. Odhalili tak společně Petra Pettigrewa. Při odchodu z Chroptící chýše zapomněl Lupin na to, že je úplněk a on nevypil svůj vlkodlačí lektvar, který mu připravil Snape. Ten se objevil v Chroptící chýši také a chtěl zajmout Blacka. Když tedy vyšli z chýše, Lupin se proměnil a Pettigrew využil situace, proměnil se v krysu a uprchl. Skupinu pak napadli mozkomorové, Harry je zachránil, Snape se probral z bezvědomí a sklidil veškeré uznání. Protože byl Snape pak naštvaný, že Black uprchl a on nedostane žádné vyznamenání, „omylem“ prozradil studentům, že je Lupin vlkodlak a ten tak musel opustit Bradavice.
Na začátku pátého dílu pomáhá jako člen Fénixova řádu při přesunu Harryho ze Zobí ulice. Také bojuje v bitvě na odboru záhad, při které je zabit jeho přítel a jeden z Pobertů Sirius Black.
V šestém díle je Lupin pověřen úkolem od Brumbála – žít mezi vlkodlaky a sbírat informace. Během tohoto dílu se taky dá dohromady s Tonksovou, kterou si později vezme za ženu a mají spolu syna Teddyho, jehož kmotrem se stane Harry, který před jeho narozením přinutil Lupina vrátit se k těhotné manželce, když ji chtěl opustit kvůli problémům, které by jim jako vlkodlak způsobil. Ve finální bitvě o Bradavice jsou oba manželé zabiti. Lupin Antonínem Dolohovem a Tonksová Bellatrix Lestrangeovou. Teddyho, který má blízký vztah se svým kmotrem Harrym, dál vychovává jeho babička Andromeda.
Samotné Lupinovo jméno již odkazuje na spojitost s vlky. Remus byl jeden z bájných bratří, kteří byli odkojeni vlčicí a založili město Řím. Lupin v mnoha jazycích (např. angličtina, němčina, francouzština, italština…) znamená divoký, vlčí a také rostlinu Vlčí bob (ta podle pověry zamezuje přeměně ve vlkodlaka).
Ve filmu ho ztvárnil David Thewlis.
| Učitel Obrany proti Černé magii v Bradavicích | Učitel Obrany proti Černé magii v Bradavicích | Učitel Obrany proti Černé magii v Bradavicích                |
| --------------------------------------------- | --------------------------------------------- | ------------------------------------------------------------ |
| Předchůdce: Zlatoslav Lockhart                | 1993–1994 Remus Lupin                         | Nástupce: Bartemius Skrk ml. (vydává se za Alastora Moodyho) |

### Alastor Moody
Alastor „Pošuk (Mad Eye)“ Moody je bývalý bystrozor, možná nejslavnější ze všech, a také dobrý přítel bradavického ředitele Albuse Brumbála. Jednu nohu má dřevěnou a důsledkem střetu s Evanem Rosierem nemá vlastní oko, a proto má kouzelné. V době, kdy Harry navštěvuje třetí ročník Bradavické školy čar a kouzel, přijme na další rok místo učitele obrany proti černé magii.

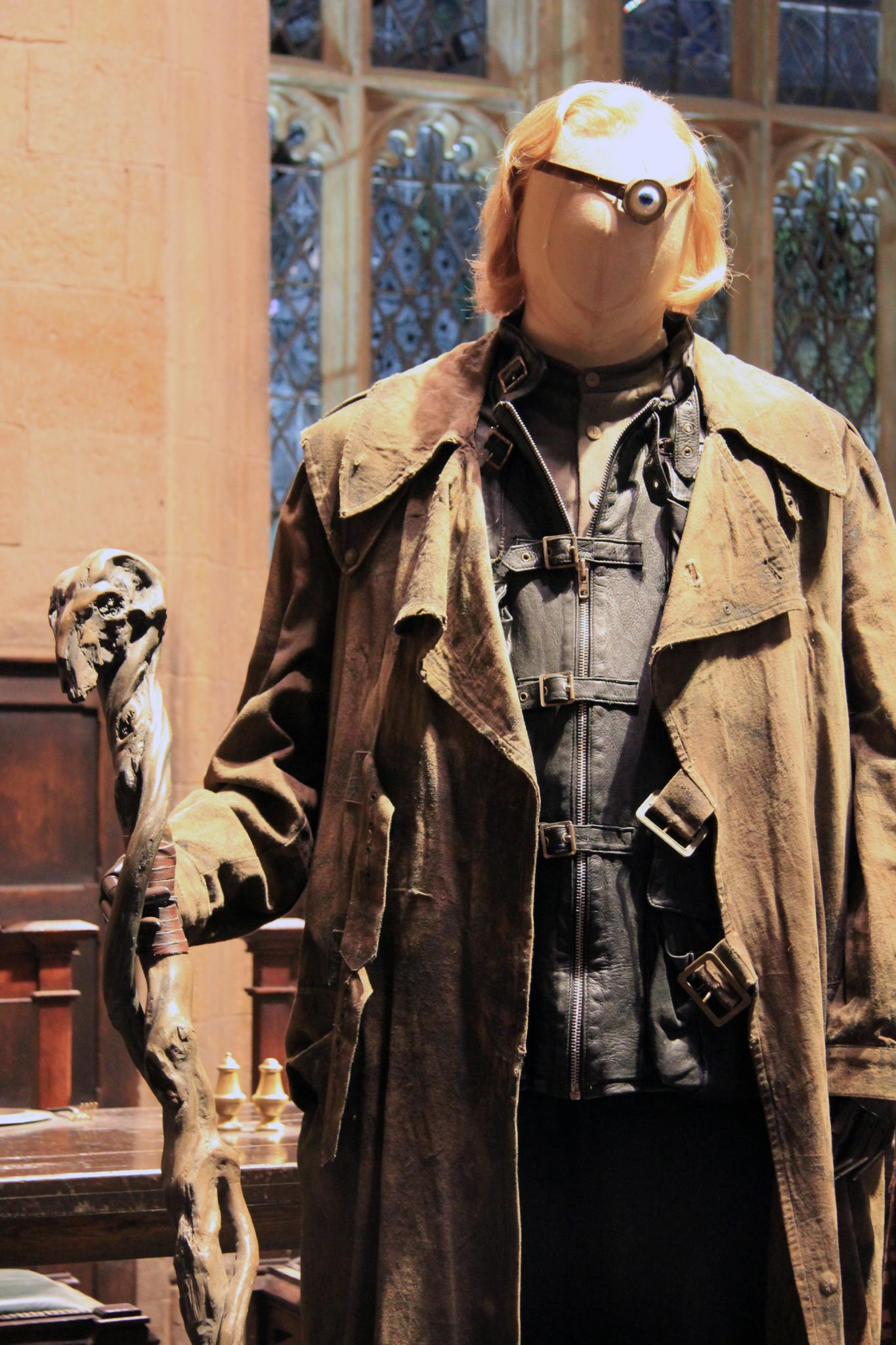
Kostým postavy Alastora Moodyho ve studiu Warner Bros

Do Bradavic však na začátku školního roku nedorazí, protože ho Voldemortův stoupenec Bartemius Skrk mladší zneškodní a vydává se za něj pomocí mnoholičného lektvaru. Udržuje ho při životě, aby se ho důkladně vyptal na jeho chování a zvyky a mohl tak oklamat i Brumbála. Během svého pobytu v Bradavicích vězní pravého Moodyho v jeho kouzelné truhle. Skrk se vyznamená již při příjezdu do školy, kdy se dostaví až po zahájení školního roku. Celý rok se snaží chránit Harryho, aby ho provedl turnajem tří kouzelnických škol. Nejdříve vloží jeho jméno do Ohnivého poháru, pak navede Hagrida, aby Harrymu ukázal draky, kteří budou použiti při prvním úkolu. Ke druhému úkolu podstrčí nejdříve knihu Nevillovi, ve které je způsob, jak vydržet hodinu pod vodou, když ale Harry Nevilla o radu nepožádá, zmíní se o žaberníku před Harryho přítelem domácím skřítkem Dobbym. Před třetím úkolem promění Pohár tří kouzelníků v přenášedlo, které donese toho, kdo se jej jako první dotkne za lordem Voldemortem a Červíčkem na hřbitov do Malého Visánku. V bludišti postupně odstraní ze souboje Fleur Delacourovou, pak se pokusí pomocí Viktora Kruma napadnout Cedrica Diggoryho. Poháru se jako první dotknou Harry a Cedric. Cedrica Červíček zabije, Harryho využije Voldemort ke svému vzestupu.
Během školního roku se také vyznamená tím, že promění Draca Malfoye ve fretku, když se snaží zezadu zákeřně napadnout Harryho. Studentům předvádí kletby, které se nepromíjejí (Imperius, Cruciatus, Avada kedavra) a učí je čelit kletbě Imperius. Krátce před závěrem knihy je vyslechnut pod veritasérem a prozradí Brumbálovi vše, co udělal. Kornelius Popletal si pak k jeho výslechu vezme mozkomora, ten na Skrka skočí ještě než ho Popletal stačí vyslechnout a vysaje mu duši.
Pravý Moody devítiměsíční věznění ve vlastní truhle přežije a stává se ještě paranoidnějším než dříve. Ale o měsíc později už zodpovědně vykonává svou práci ve Fénixově řádu po boku kouzelníků, kteří společnými silami bojují proti Voldemortovi. Vede například odvoz Harryho od Dursleyových, bojuje také na odboru záhad. V sedmém díle je hned na začátku zavražděn Voldemortem při převozu Harryho od Dursleyových. Fénixův řád nenašel jeho tělo. Jeho kouzelné oko získá Dolores Umbridgeová, která ho využije ke sledování svých podřízených. Harry jí ho při návštěvě ministerstva vezme a později ho pohřbí v lese.
| Učitel Obrany proti Černé magii v Bradavicích | Učitel Obrany proti Černé magii v Bradavicích                | Učitel Obrany proti Černé magii v Bradavicích |
| --------------------------------------------- | ------------------------------------------------------------ | --------------------------------------------- |
| Předchůdce: Remus Lupin                       | 1994–1995 Bartemius Skrk ml. (vydává se za Alastora Moodyho) | Nástupce: Dolores Umbridgeová                 |

### Nymfadora Tonksová
Nymfadora Tonksová (orig. Nymphadora Tonks) se narodila Andromedě a Tedovi Tonksovým pravděpodobně roku 1973. Její otec byl čarodějem z mudlovské rodiny a matka čarodějka pocházela z čistokrevné kouzelnické rodiny Blacků. Andromeda je sestra Belatrix Lestrangeové a Narcisy Malfoyové, což z Nymfadory dělá sestřenici Draca Malfoye. Nymfadora je popisována jako žena s bledým srdcovitým obličejem a jiskrnýma očima. Narodila se jako metamorfomág, může tedy dle libosti měnit svůj vzhled. Barva jejích vlasů je často extravagantní (bývá viděna s růžovými či fialovými vlasy). Tvar jejího nosu je také proměnlivý: jeho úpravami bavila Tonksová na začátku páté knihy Ginny Weasleyovou a Hermionu Grangerovou. Je přátelská žena, která dobře vychází s většinou členů Fénixova řádu, ale také s některými čaroději z řad studentů: často je zmiňován především její téměř sesterský vztah k Ginny Weasleyové. Nymfadora od malička nesnáší své křestní jméno, proto si nechává říkat jen Tonksová.
Nymfadora Tonksová získala kouzelnické vzdělání v Bradavicích, kde patřila do mrzimorské koleje. O jejím studiu toho moc nevíme. Podle svých slov však nikdy nebyla jmenována prefektkou, protože jí k tomu chyběly „některé nezbytné kvality“. Tonksová je popisována jako nepořádná a nešikovná mladá žena, což jí však vůbec nebrání vykonávat svou práci bystrozorky.
S Tonksovou se poprvé setkáváme v pátém dílu Harryho Pottera, kde je členkou Fénixova řádu. Společně s několika dalšími členy zajišťovala Harrymu blízkou stráž na jeho cestě od Dursleyových. Přítomna byla také při boji se Smrtijedy na odboru záhad Ministerstva kouzel.
V šestém díle se dozvídáme, že její Patron (který dle Severuse Snapea změnil podobu) je čtyřnohý velký tvor. Je přidělena do Prasinek jako stráž. Na konci dílu vyjde najevo, že její patron se změnil kvůli lásce k Lupinovi, který si ji ale nechtěl vzít, protože je pro ni prý příliš starý, chudý a nebezpečný.
V sedmém díle si vezme Remuse Lupina a mají spolu syna Teddyho, který je také metamorfomág. Tonksová s Lupinem jmenují Harryho jeho kmotrem. Předtím se ale ještě zúčastní Harryho přesunu od Dursleyových do Doupěte. Na konci knihy je zabita vlastní tetou Belatrix Lestrangeovou v závěrečné bitvě o Bradavice. Umírá i Lupin, kterého zabije Antonin Dolohov. Teddyho nadále vychovává její matka Andromeda a má také blízký vztah k Harrymu.
Ve filmu Harry Potter a Fénixův řád byla Tonksová ztvárněna herečkou Natalií Tenou.

### Další členové
- Sirius Black – zabit Belatrix Lestrangeovou, kmotr Harryho Pottera, zvěromág, Poberta, přezdívka: Tichošlápek
- Edgar Bones – zakladatel Fénixova řádu, zabit se svými dětmi a manželkou během první války, bratr Amélie Bonesové
- Albus Brumbál – zakladatel, ředitel Bradavic, zabit v 6. díle Severusem Snapem
- Aberforth Brumbál – bratr Albuse Brumbála, dohlíží na Harryho Pottera v sedmé knize a zúčastní se závěrečné bitvy o Bradavice
- Caradoc Dearborn – pravděpodobně zabit Smrtijedy během první války
- Fleur Delacourová – manželka Billa Weasleyho, z jedné čtvrtiny víla, účastnila se Turnaje tří kouzelníků
- Elfias Dóže – Brumbálův spolužák
- Benjy Fenwick – zabit Smrtijedy
- Rubeus Hagrid – poslán na misi k obrům, pracuje v Bradavicích, poloobr
- Hestie Jonesová – spolu s Dedalusem Kopálem chrání v sedmém díle Dursleyovy
- Dedalus Kopál – několikrát potkal Harryho než vyšlo najevo, že je členem Řádu, byl ochráncem Dursleyových, když se skryli v sedmém díle
- Frank Longbottom – bystrozor, otec Nevilla Longbottoma, mučen Belatrix Lestrangeovou, v důsledku toho přišel o rozum, společně s manželkou Alicí umístěn v nemocnici Sv. Munga
- Alice Longbottomová – bystrozorka, matka Nevilla Longbottoma, manželka Franka Longbottoma, mučena Belatrix Lestrangeovou, v důsledku toho přišla o rozum
- Dorcas Loučková – zabita osobně Voldemortem
- Marlene McKinnonová – zabita s celou rodinou během první války
- Minerva McGonagallová – profesorka Přeměňování v Bradavicích, zvěromág
- Kingsley Pastorek – bystrozor, pověřený pátráním po Siriusi Blackovi, na konci 7. dílu zvolen prozatímním ministrem kouzel, později byl ve funkci potvrzen
- Peter Pettigrew – zvěromág, Poberta, člen během první války, ve skutečnosti Smrtijed, prozradil úkryt Lily a Jamese Voldemortovi, zabit v 7. díle, když se Harry a Ron snažili zachránit z Malfoyova sklepu, přezdívka: Červíček
- James Potter – zvěromág, Poberta, zabit Voldemortem, přezdívka: Dvanácterák
- Lily Potterová – zabita Voldemortem, když chránila svého syna Harryho
- Fabián a Gideon Prewettovy – bratři Molly Weasleyové, zabiti během první války
- Severus Snape – dvojitý agent, zabil Albuse Brumbála, zabit Voldemortovým hadem Nagini při bitvě o Bradavice
- Sturgis Tobolka – uvězněn v Azkabanu kvůli tomu, že se snažil dostat pravděpodobně pod kletbou Imperius na odbor záhad
- Emmelína Vanceová – pomáhala Harrymu utéct v pátém díle, zabita Smrtijedy v sedmém díle
- Bill Weasley – dříve pracoval u Gringottových, manžel Fleur Delacourové, napaden Fenrirem Šedohřbetem, ale nebyl úplněk a tak se z něj nestal vlkodlak
- Fred a George Weasleyovi – identická dvojčata, Fred zabit během bitvy o Bradavice, George přišel během přesunu Harryho o ucho, později se vrátil do podniku s žertovnými předměty
- Charlie Weasley – pracoval v Rumunsku s draky
- Molly a Arthur Weasleyovi